# Lijst van voetbalinterlands Argentinië - Canada
Deze lijst van voetbalinterlands is een overzicht van alle officiële voetbalwedstrijden tussen de nationale teams van Argentinië en Canada. De landen speelden tot op heden drie keer tegen elkaar. De eerste ontmoeting, een vriendschappelijke wedstrijd, werd gespeeld op 24 mei 2010 in Buenos Aires. Voor de Argentijnen was dit de laatste oefenwedstrijd voor het Wereldkampioenschap voetbal 2010. Het laatste duel, een halve finale van de Copa América 2024, vond plaats in East Rutherford (Verenigde Staten) op 9 juli 2024.

## Wedstrijden
| № | Plaats          | Datum        | Competitie        | Wedstrijd           | Uitslag |
| - | --------------- | ------------ | ----------------- | ------------------- | ------- |
| 1 | Buenos Aires    | 24 mei 2010  | Vriendschappelijk | Argentinië – Canada | 5 – 0   |
| 2 | Atlanta         | 20 juni 2024 | Copa América 2024 | Argentinië − Canada | 2 − 0   |
| 3 | East Rutherford | 9 juli 2024  | Copa América 2024 | Argentinië − Canada | 2 − 0   |

## Samenvatting
| Competitie        | Totaal gespeeld | Winst Argentinië | Gelijk | Winst Canada | Doelsaldo Argentinië – Canada |
| ----------------- | --------------- | ---------------- | ------ | ------------ | ----------------------------- |
| Copa América      | 2               | 2                | 0      | 0            | 4 − 0                         |
| Vriendschappelijk | 1               | 1                | 0      | 0            | 5 − 0                         |
| Totaal            | 3               | 3                | 0      | 0            | 9 − 0                         |

Wedstrijden bepaald door strafschoppen worden, in lijn met de FIFA, als een gelijkspel gerekend.

## Details

### Eerste ontmoeting
| Vriendschappelijk (Buenos Aires, Argentinië, 24 mei 2010): |              | |
| Argentinië | 5 – 0        | Canada |
| Maxi Rodríguez 16' Maxi Rodríguez 32' Ángel Di María 37' Carlos Tévez 63' Kun Agüero 71' | goals        | |
| Diego Maradona | bondscoach   | Stephen Hart |
| Sergio Romero Gabriel Heinze 60' Nicolás Burdisso Nicolás Otamendi Jonás Gutiérrez Javier Pastore 74' Maxi Rodríguez 46' Javier Mascherano 59' Ángel Di María Carlos Tévez 70' Gonzalo Higuaín 68' | opstellingen | Pat Onstad Michael Klukowski 81' Richard Hastings André Hainault Paul Stalteri Josh Simpson Daniel Imhof 55' Nicolas Ledgerwood 66' Rob Friend 87' Dwayne De Rosario Will Johnson |
| Juan Sebastián Verón 46' Mario Bolatti 59' Clemente Rodríguez 60' Martín Palermo 68' Kun Agüero 70' Ariel Garcé 74'                                                                                | wissels      | 55' Jaime Peters 66' Simeon Jackson 81' Adam Straith 87' Stephen Ademolu |
| | gele kaarten | 18' Nicolas Ledgerwood 45' Josh Simpson |
| - Debuut van Javier Pastore voor Argentinië. |              | |